# Thủy cung Churaumi Okinawa

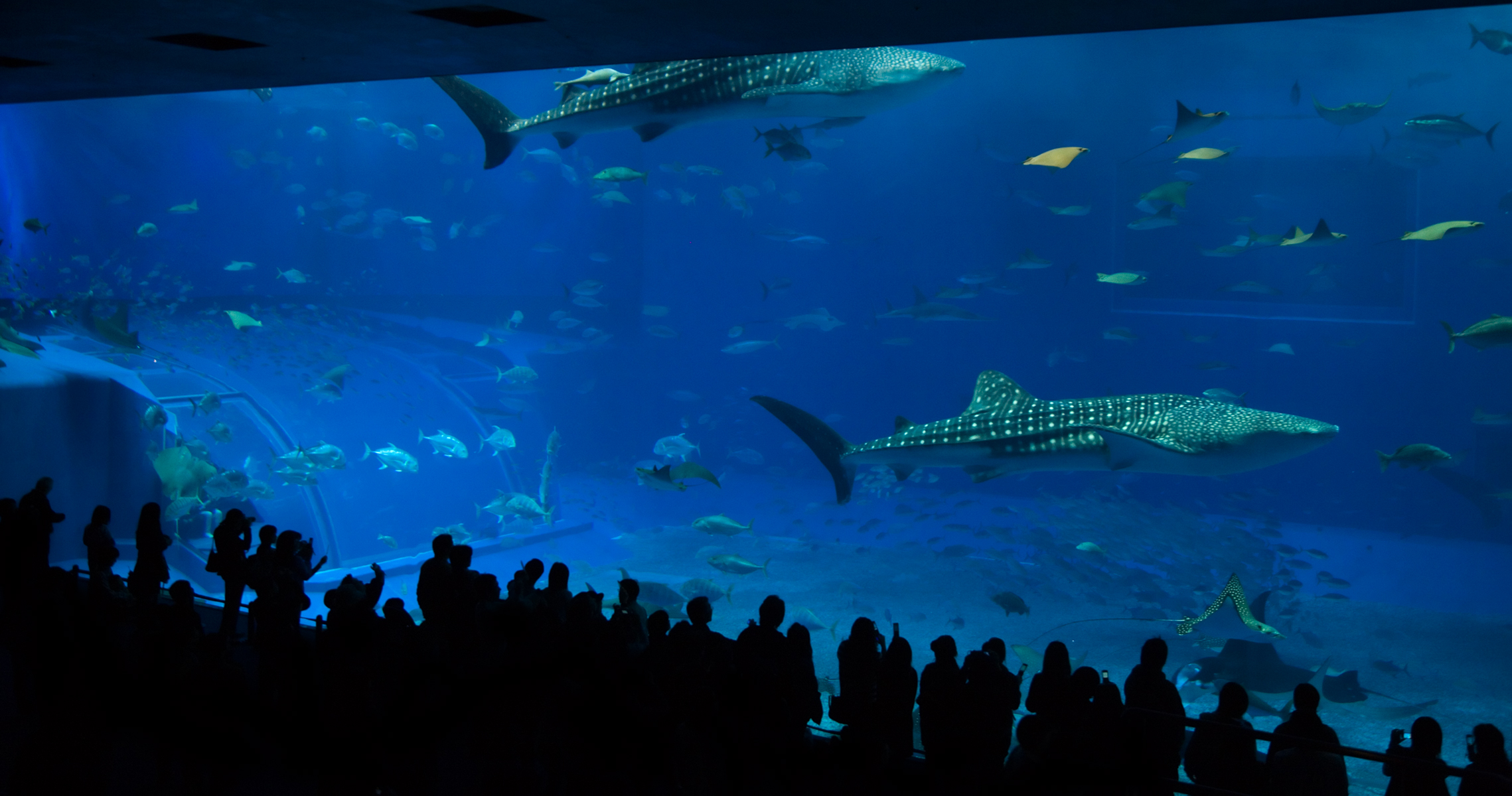
Khách tham quan đang chiêm ngưỡng bể cá 'biển Kuroshio'

Okinawa Churaumi aquarium (沖縄美ら海水族館 Okinawa Churaumi Suizokukan) là thủy cung lớn thứ 4 trên thế giới nằm ở Okinawa, Nhật Bản. Đây đã từng là thủy cung lớn nhất thế giới cho đến khi bị vượt qua bởi Thủy cung Georgia vào năm 2005. Cái tên Churaumi đã được đặt cho thủy cung bởi sự bình chọn công khai của người Nhật: chura nghĩa là "đẹp đẽ" hay "duyên dáng" trong tiếng Okinawa, và umi nghĩa là "biển" trong tiếng Nhật.

## Aquarium
Aquarium là một phần của công viên quốc gia về triển lãm biển (Ocean Expo Commemorative National Government Park) thuộc Motobu, Okinawa. Bể cá chính được gọi là 'biển Kuroshio' có thể tích 7.500 mét khối (1.981.290 gallon) nước với thành bằng nhựa acrylic lớn thứ 4 thế giới có kích thước 8,2 x 22,5 m và dày 60cm. Diện tích toàn nhà trưng bày và tham quan 10.000 m² gồm 4 tầng với diện tích sàn 19.000 m². Có tổng cộng 77 bể lớn nhỏ sử dụng nước bơm trực tiếp từ biển cách bờ 350m ở độ sâu 20m với công suất 3.000 m²/giờ.
Cá nhám voi và manta ray (cá đuối) được bảo vệ tách biệt với các loài cá khác trong bể chính. Ngày 16 tháng 6 năm 2007 vào lúc 10:25 tối, manta ray được sinh ra ở bể cá này sau thời gian mang thai 374 ngày . Công viên là một trong rất ít nơi nuôi giữ cá nhám voi, và hiện tại đang nhân giống loài này.

## Các hoạt động khác

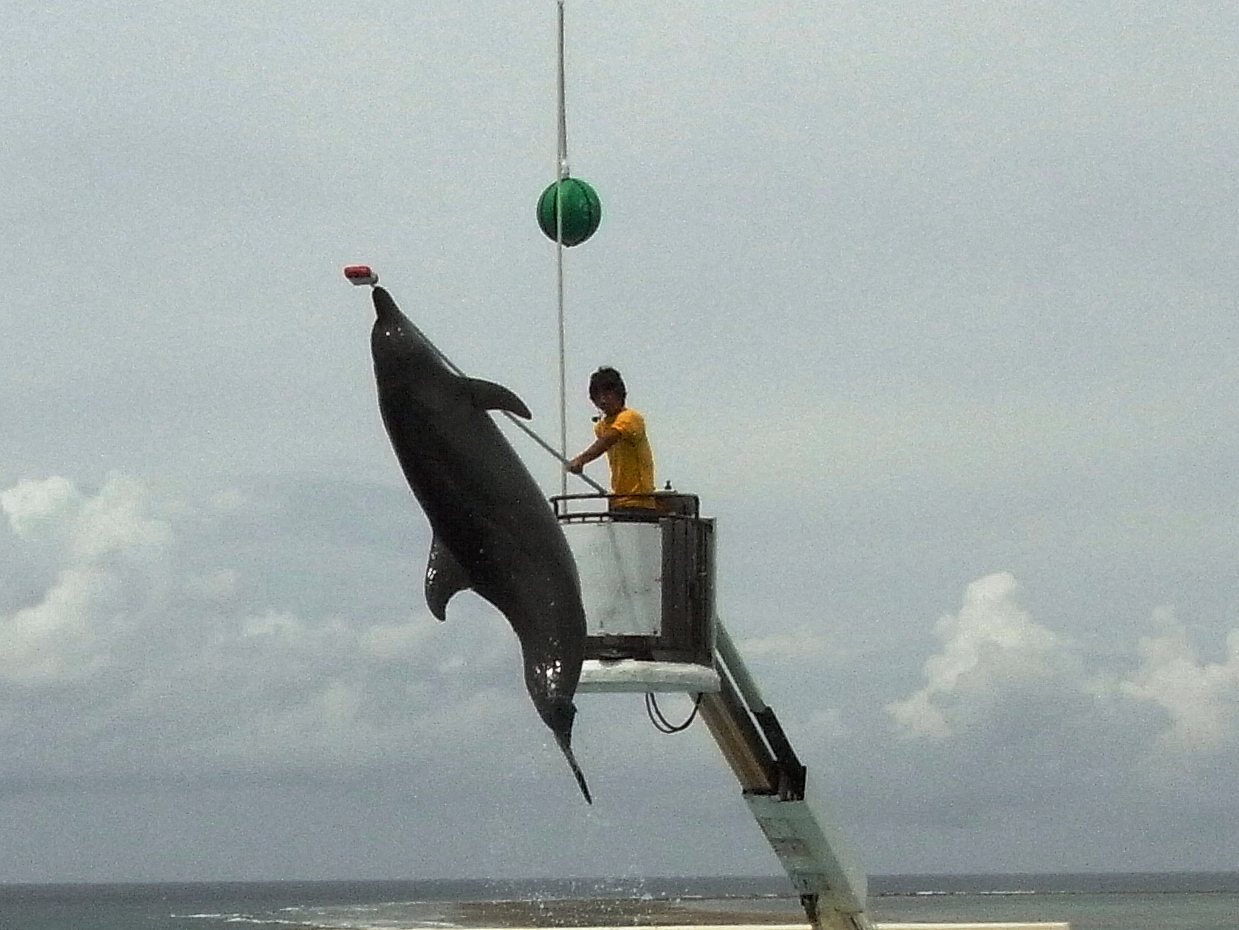
Cá heo biểu diễn

Aquarium chọn một số hoạt động của bảo ràng đến lịch sử của khu vực. Ngoài ra, Aquarium còn có 2 buổi biểu diễn cá heo mà khán giả có thể xem và sờ chúng. Cũng có buổi biểu diễn lợn biển tại aquarium bởi chính phủ Mexico.